# روق (اسم)
روق اسم مذكر ويعني روق القوم: سيدهم اي سيد القوم. أو الشديد، أو شجاع لا يطاق.